# Suzuki GSX-R 1300 Hayabusa
Suzuki GSX-R 1300 Hayabusa je sportovní model motocyklu, vyvinutý firmou Suzuki. Je vyráběn od roku 1999.
V roce 1999 se stal nejrychlejším sériově vyráběným motocyklem světa, když o tento titul připravil Hondu CBR 1100XX Super Blackbird.
Všechny model byly testovány v aerodynamickém tunelu pro dosažení dokonalého proudění vzduchu při vysokých rychlostech.

## První generace (1999–2007)
Motor: 1299 ccm (81x63, 11,0:1), 
175 k (129 kW) / 9800 ot./min., 
141 Nm / 7000 ot./min.,
244 kg.
Přední brzda: 2 x 320 mm, 6-pístkové třmeny
Zadní brzda: 1 x 240 mm, 1-pístkový třmen
Model 1999–2000 max rychlost 315 km/h. Ostatní roky už omezovač na 299 km/h.
U modelu 1999–2000 potřeba stažení napínače vačkového řetězu.
V roce 2001 upgrade vnitřního palivového čerpadla nádrže. Náhrada hliníkového podsedláku za pevnější ocelový.

### Modernizace (od 2003)
Nová spolehlivější  32 bit ECU (řídící jednotka), vylepšené nastavení FI (vstřikování paliva) díky přesnějšímu snímači, černé přední vidlice, zlaté brzdiče, lehčí rotor generátoru, výfukové potrubí z leštěné nerezové oceli.
2005 - změna barvy blikačů z původních žlutých na průhlednou.
2007 - pouze jednobarevná schémata kapotáže dříve vyhrazena pro limitní edice.

## Druhá generace (2008–2020)
Motor: 1340 ccm (81x65, 12,5:1, Euro 3, katalizátor),  
194 k (145 kW) / 9500 ot./min.,  
155 Nm / 7200 ot./min., 
266 kg. 
Suzuki Drive Mode Selector (S-DMS) - A,B,C
Modernizace kapotáže, spojky, řízení a brzd.
Přední brzda: 2 x 320 mm, 4-pístkové radiální třmeny Tokico
Zadní brzda: 1 x 260 mm, 1-pístkový třmen

### Modernizace (od 2013)
Přední brzda: 2 x 310 mm, 4-pístkové radiální třmeny Brembo s ABS
Zadní brzda: 1 x 260 mm, 1-pístkový třmen s ABS
Modernizace spojky (SCAS) omezující točivý moment pro hladké a kontrolované podřazování.
Vstřikování paliva s dvojitým škrticím ventilem (SDTV).
Konec r. 2018 (ČR 2017) ukončen prodej v EU z důvodu nesplnění emisní normy Euro 4.

## Třetí generace (od roku 2021)
Motor: 1340 ccm (81x65, 12,5:1, Euro 6), 
190 k (140 kW) / 9700 ot./min., 
150 Nm / 7000 ot./min,
264 kg.
Přední brzda: 2 x 320 mm, 4-pístkové radiální třmeny Brembo Stylema (kombinovaný, Motion-Track ABS)
Zadní brzda: 1 x 260 mm, 1-pístkový třmen (kombinovaný, Motion-Track ABS)
Suzuki Intelligent Ride System S.I.R.S. (součástí jednotka IMU,  anti-wheelie, kontrola trakce, náklonové ABS, launch control, tempomat 31-200  a další).
Spotřeba paliva o 15% nižší.
Pohodlnější jízdní pozice.

#### Barevné kombinace pro rok:

###### 2021 - 2022
·      Glass Sparkle Black & Candy Burnt Gold
·      Metallic Matte Sword Silver & Candy Daring Red
·      Pearl Brilliant White & Metallic Matte Stellar Blue

###### 2023 - 2024
·      Metallic Matte Black No. 2 & Glass Sparkle Black
·      Metallic Thunder Gray & Candy Daring Red
·      Pearl Brilliant White & Pearl Vigor Blue

###### 2024
·      Glass Blaze Orange & Glass Sparkle Black  (25th Anniversary Edition)

## TurboBusa (všechny generace)
Hayabusa všech generací je legenda hlavně díky svému spolehlivému a výkonnému motoru, který se dá díky velké dostupnosti dílů a kitů na zvýšení výkonu dobře přestavět. Jako u například sériově vyráběné přestavby TTS SuperBusa. To je jeho velká výhoda před ZX-14R. Pokud svoji motorku nechcete upravovat je nejspíše lepší volba co se týče výkonu (ne však elektroniky) Kawasaki ZX-14R.